# Timochares
Genre
Timochares est un genre de papillons de la famille des Hesperiidae.

## Liste d'espèces
Selon ITIS :
- Timochares ruptifasciatus (Plötz, 1884)

## Autre source
- Timochares runia (Evans, 1953) à la Jamaïque.
- Timochares ruptifasciatus (Plötz, 1884)
- Timochares trifasciata (Hewitson, 1868) au Mexique.
  - Timochares trifasciata trifasciata au Brésil.
  - Timochares trifasciata sanda (Evans, 1953) en Argentine[1].